# Stargate Infinity
Stargate Infinity är en amerikansk tecknad TV-serie producerad av DIC Entertainment som visades mellan september 2002 och juni 2003.
Serien, som utspelar under på 2040-talet, lades ned efter en säsong då den inte genererade tillräckligt många tittare. Serien har i sitt sätt en helt annan idé så den har egentligen ingenting att göra med resten av serierna.

## Avsnitt
| Nr  | Titel                   | Regissör                          | Författare    | Första sändningsdatum |  |
| --- | ----------------------- | --------------------------------- | ------------- | --------------------- |  |
| 101 | Decision                | Mark Edward Edens, Michael Edens  | Will Meugniot | 14 september 2002     |  |
|     |                         |                                   |               |                       |  |
| 102 | Double Duty             | Mark Edward EdensM, Michael Edens | Will Meugniot | 21 september 2002     |  |
|     |                         |                                   |               |                       |  |
| 103 | The Best World          | Mark Edward Edens                 | Will Meugniot | 28 september 2002     |  |
|     |                         |                                   |               |                       |  |
| 104 | Coming Home             | Jan Strnad                        | Will Meugniot | 5 oktober 2002        |  |
|     |                         |                                   |               |                       |  |
| 105 | Mentor                  | Richard Mueller                   | Will Meugniot | 12 oktober 2002       |  |
|     |                         |                                   |               |                       |  |
| 106 | Hot Water               | Francis Moss, Ted Pedersen        | Will Meugniot | 19 oktober 2002       |  |
|     |                         |                                   |               |                       |  |
| 107 | Phobia                  | Jon Loy                           | Will Meugniot | 26 oktober 2002       |  |
|     |                         |                                   |               |                       |  |
| 108 | Can I Keep It?          | Matt Edens                        | Will Meugniot | 2 november 2002       |  |
|     |                         |                                   |               |                       |  |
| 109 | Who Are You?            | Katherine Lawrence                | Will Meugniot | 9 november 2002       |  |
|     |                         |                                   |               |                       |  |
| 110 | Greed                   | Richard Mueller                   | Will Meugniot | 16 november 2002      |  |
|     |                         |                                   |               |                       |  |
| 111 | Stones                  | Nick Dubois                       | Will Meugniot | 23 november 2002      |  |
|     |                         |                                   |               |                       |  |
| 112 | Initiation              | Steven Melching                   | Will Meugniot | 30 november 2002      |  |
|     |                         |                                   |               |                       |  |
| 113 | The Mother of Invention | Christy Marx, Randy Littlejohn    | Will Meugniot | 7 december 2002       |  |
|     |                         |                                   |               |                       |  |
| 114 | Us and Them             | Julia Jane Lewald                 | Will Meugniot | 13 januari 2003       |  |
|     |                         |                                   |               |                       |  |
| 115 | The Face of Evil        | Jon Loy                           | Will Meugniot | 20 januari 2003       |  |
|     |                         |                                   |               |                       |  |
| 116 | The Key                 | Richard Mueller                   | Will Meugniot | 27 januari 2003       |  |
|     |                         |                                   |               |                       |  |
| 117 | Chariot of the Sun      | Katherine Lawrence                | Will Meugniot | 3 februari 2003       |  |
|     |                         |                                   |               |                       |  |
| 118 | The Answer              | ???                               | Will Meugniot | 10 februari 2003      |  |
|     |                         |                                   |               |                       |  |
| 119 | The Look                | Bob Forward                       | Will Meugniot | 17 februari 2003      |  |
|     |                         |                                   |               |                       |  |
| 120 | Feet of Clay            | Richard Mueller                   | Will Meugniot | 24 februari 2003      |  |
|     |                         |                                   |               |                       |  |
| 121 | The Natural             | Mark Edward Edens                 | Will Meugniot | 3 mars 2003           |  |
| 122 | Big Mistake             | Nick Dubois                       | Will Meugniot | 10 mars 2003          |  |
| 123 | The Illustrated Stacey  | Craig Miller                      | Will Meugniot | 17 mars 2003          |  |
| 124 | The Long Haul           | Mark Edward Edens                 | Will Meugniot | 24 mars 2003          |  |
| 125 | Museum                  | Brooks Wachtel                    | Will Meugniot | 12 juni 2003          |  |
| 126 | Reality                 | Okänd                             | Will Meugniot | 5 juli 2003           |  |